# Goleam Izvor, Loveci
Goleam Izvor (în bulgară Голям Извор) este un sat în comuna Teteven, regiunea Loveci,  Bulgaria. 

## Demografie
Componența etnică a satului Goleam Izvor
     Bulgari (95,93%)
     Nicio identificare (4,06%)
     Altele (0%)
La recensământul din 2011, populația satului Goleam Izvor era de 418 locuitori. Din punct de vedere etnic, majoritatea locuitorilor (95,93%) erau bulgari. Pentru 4,06% din locuitori nu este cunoscută apartenența etnică.